# 海萊烏
海萊烏（丹麥語：Herlev），丹麥西蘭島上的城镇，首都大區海萊烏市鎮的行政中心，距離丹麥首都哥本哈根市中心西北约9公里。當地人口為28,953人。